# Eugen Nesper (Agent)
Eugen Nesper (* 2. August 1913 in Aufhausen; † 22. Mai 1991 in Karlsruhe) war ein deutscher Doppelagent der Gestapo. Er wurde vor allem bekannt durch die Rolle beim Verrat der Gruppe um Friedrich Schlotterbeck.

## Leben
Eugen Nesper kam als sechzehnjähriger Mechanikerlehrling zum kommunistischen Jugendverband (KJVD) und war seit 1931 Mitglied im Roten Frontkämpferbund (RFB). Wegen eines Flugblatts kam er 1932 das erste Mal ins Gefängnis. Im Januar 1933 wurde er wegen Landfriedensbruchs nach einer Schießerei mit SS-Angehörigen zu sechs Monaten Gefängnis verurteilt.
Bei seiner Entlassung erfuhr er, dass die Politische Polizei über die Arbeit des kommunistischen Untergrundes durch vielfachen Verrat umfassend informiert war. Er zog nach Stuttgart und nahm dort eine Arbeit auf. In Stuttgart wohnte er bei den Eltern von Friedrich Schlotterbeck.
Mitte 1935 wollte der ehemalige Kommunist Berkhemer über ihn den KPD-Funktionär Alfred Haag treffen. Gotthilf Schlotterbeck wusste, dass Berkhemer jetzt ein Polizeispitzel war, so dass Nesper Haags Ehefrau warnen konnte. Einige Tage später wurde er von Friedrich Mußgay vorgeladen, dem Leiter der Nachrichtenabteilung der Politischen Polizei in Stuttgart, und vor die Wahl gestellt, ebenfalls mit der Gestapo zusammenzuarbeiten oder in ein Konzentrationslager eingewiesen zu werden. Nesper wählte die Spitzeltätigkeit und hoffte wohl, so seine Genossen trotzdem unterstützen zu können.
Nesper gab nach 1945 an, in dieser Zeit ein erfolgreich arbeitender Doppelagent gewesen zu sein. Von der Gestapo bekam er Informationen über Verhaftungen und Verurteilungen, die er an seine Genossen weitergegeben habe. Weil er sich frei bewegen konnte, habe er viel effektiver illegales Material verteilen, Verbindungen aufrechterhalten und Gelder der Roten Hilfe an Angehörige von KZ-Häftlingen verteilen können. Die illegalen Schriften habe er nur teilweise an die Gestapo abgegeben und den Rest an seine Genossen verteilt.
Nesper kam 1940 als Wehrmachtsangehöriger erst an die Westfront, dann an die Ostfront. Im Sommer 1942 lief er auf die sowjetische Seite über. Nachdem er sich im Kriegsgefangenenlager als Kommunist zu erkennen gegeben und nach seiner Überstellung zum NKWD in Moskau auf seine solide funktechnische Ausbildung durch die Wehrmacht verwiesen hatte, wurde er sowjetischer Fallschirmagent. Nesper erklärte sich zur Rückkehr nach Stuttgart bereit, um Informationen über die wirtschaftliche und militärische Lage nach Moskau zu funken. In einer gemeinsamen Aktion der Alliierten wurde Nesper zusammen mit Hermann Kramer von Januar bis Oktober 1943 in Moskau ausgebildet und mit falschen Papieren versorgt. Der britische MI6 übernahm dann ihre weitere Ausbildung.
Am Morgen des 8. Januar 1944 sprangen Nesper und Kramer in der Nähe von Hechingen ab. Beim Bergen des Gepäckfallschirms, der u. a. die Funkgeräte enthielt, wurden sie entdeckt. Bei einem Schusswechsel wurde Kramer verwundet. Nesper gelangte trotz einer eingeleiteten Großfahndung nach Stuttgart und suchte die Familie Schlotterbeck auf, Kramer geriet in Gefangenschaft. Der Gestapo wurde so die Identität Nespers bekannt. Sie ließ die in Stuttgart lebende Ehefrau Nespers überwachen und konnte Nesper deshalb kurze Zeit später dort festnehmen.
Friedrich Mußgay zwang Nesper, gezielt Falschinformationen nach Moskau zu funken und Informationen über die illegale Arbeit der KPD zu liefern. Dazu sollte er die Kontakte zu den Schlotterbecks und deren Umfeld „pflegen“. Die Gruppe um Friedrich Schlotterbeck wurde von Nesper gezielt aufgefordert, ihm über die Rüstungsindustrie (Nachtsichtgerät der Fa. Kodak) Informationen zu liefern sowie Funk-Geheimcodes der Wehrmacht. Zudem besuchte er im Auftrag der Gestapo unbescholtene Bürger, die allein deshalb später verhaftet wurden, weil sie ihn als illegalen Fallschirmspringer nicht gemeldet hatten.
Als Nesper im Juni 1944 von der geplanten Verhaftung von Karl Stäbler erfuhr, einem Mitglied der Gruppe, offenbarte er sich Friedrich Schlotterbeck. Die bedrohten Mitglieder der Gruppe, die Brüder Schlotterbeck, Else Himmelheber, Karl Stäbler und Eugen Nesper selbst, entschieden sich zur Flucht in die Schweiz, die jedoch lediglich Friedrich Schlotterbeck und Nesper glückte. Die Gestapo verhaftete Eltern, Geschwister, Friedrichs Verlobte Else Himmelheber und weitere Mitglieder der Gruppe. Sie wurden am 30. November 1944 in Dachau ohne Gerichtsverfahren ermordet. Weitere Mitglieder der Gruppe wurden in den folgenden Monaten hingerichtet bzw. ermordet, zuletzt Hermann Schlotterbeck am 21. April 1945, kurz vor dem Einmarsch der Franzosen in Riedlingen. Einzig Karl Stäbler konnte nach seiner missglückten Flucht in Stuttgart mit Hilfe von Freunden untertauchen und in einem Weinberghäuschen den Winter 1944/45 überleben. Seine spätere Frau Else versorgte ihn mit größtem Risiko mit Lebensmitteln.
Eugen Nesper war am 4. Juni 1944 die Flucht aus Deutschland in die Schweiz geglückt. Auf der Flucht erschoss er bei Bargen an der Deutsch-Schweizer-Grenze einen deutschen Grenzbeamten. Am 3. April 1945 wurde er in Basel wegen des Verdachtes des „unerlaubten Nachrichtendienstes“ inhaftiert; die Ermittlungen mussten aber eingestellt werden. Am 22. Juni 1945 überstellte ihn die Schweiz nach Deutschland. Am 5. Februar 1947 wurde Nesper in Basel beim illegalen Grenzübertritt festgenommen. Er hatte Kugellager bei sich, die er in die Schweiz schmuggeln wollte. Am 10. Februar 1947 wurde er auf unbestimmte Zeit aus der Schweiz ausgewiesen, die Ausschaffung am 17. Februar 1947 vollzogen.
Am 14. Juli 1948 verurteilte die Spruchkammer Stuttgart I Nesper wegen seiner Verstrickung in den Nationalsozialismus als Hauptschuldigen zu zehn Jahren Internierungshaft. Bei seinen Vernehmungen versuchte er, sich zu entlasten, indem er Friedrich Schlotterbeck vorwarf, als Gestapo-Spitzel tätig gewesen zu sein. Diese Vorwürfe wurden widerlegt. Zugleich wurde Nespers prekäres Doppelspiel nicht angemessen gewürdigt.
Die Berufungskammer Nord-Württemberg setzte das Strafmaß am 30. Dezember 1948 auf sechseinhalb Jahre Arbeitslager herab.
Am 19. Juli 1950 verurteilte das Schwurgericht Konstanz Nesper zusätzlich zu drei Jahren Gefängnis wegen des an dem Grenzbeamten begangenen Totschlags. 1951 wurde er entlassen und lebte bis zu seinem Tod 1991 in Karlsruhe.